# Hyperaspis wickhami
Hyperaspis wickhami är en skalbaggsart som beskrevs av Thomas Casey 1899. Hyperaspis wickhami ingår i släktet Hyperaspis och familjen nyckelpigor. Inga underarter finns listade i Catalogue of Life.